# Просенишко
Просенишко (словен. Proseniško) — поселення в общині Шентюр, Савинський регіон, Словенія. 
Висота над рівнем моря: 260,2 м.